# Чишма (Сосновский район)
Чишма́ — деревня в Сосновском районе Челябинской области. Входит в состав Саккуловского сельского поселения.

## География
Деревня находится на расстоянии 26 км к северу от села Долгодеревенское, административного центра района.

### Часовой пояс
Деревня Чишма, как и вся Челябинская область, находится в часовой зоне МСК+2. Смещение применяемого времени относительно UTC составляет +5:00.

## Население
| 2002 | 2010 |
| ---- | ---- |
| 402  | ↘337 |

### Половой состав
По данным Всероссийской переписи, в 2010 году численность населения деревни составляла 337 человек (164 мужчины и 173 женщины).

### Национальный состав
Преобладающая национальность: башкиры.

## Улицы
- ул. Гагарина,
- ул. Новая,
- ул. Труда,
- ул. Уральская,
- ул. Центральная[5].